# Rigodium pterigynandroides
Rigodium pterigynandroides là một loài rêu trong họ Rigodiaceae. Loài này được (Broth.) Broth. mô tả khoa học đầu tiên năm 1909.